# 추크날여우박쥐
추크날여우박쥐 또는 트룩날여우박쥐, 루크날여우박쥐(Pteropus insularis)는 큰박쥐과에 속하는 박쥐의 일종이다. 미크로네시아의 토착종이다.  자연 서식지는 아열대 또는 열대 기후 지역의 건조림이다. 멸종 위협 요인은 잘 알려지 있지 않지만, 작은 지역(추크 제도와 누쿠로 환초의 2곳의 섬)에서 발견되며, 2009년 국제 자연 보전 연맹(IUCN)이 "멸종위급종"으로 분류했다.